# Гребе, Карл Фридрих Август

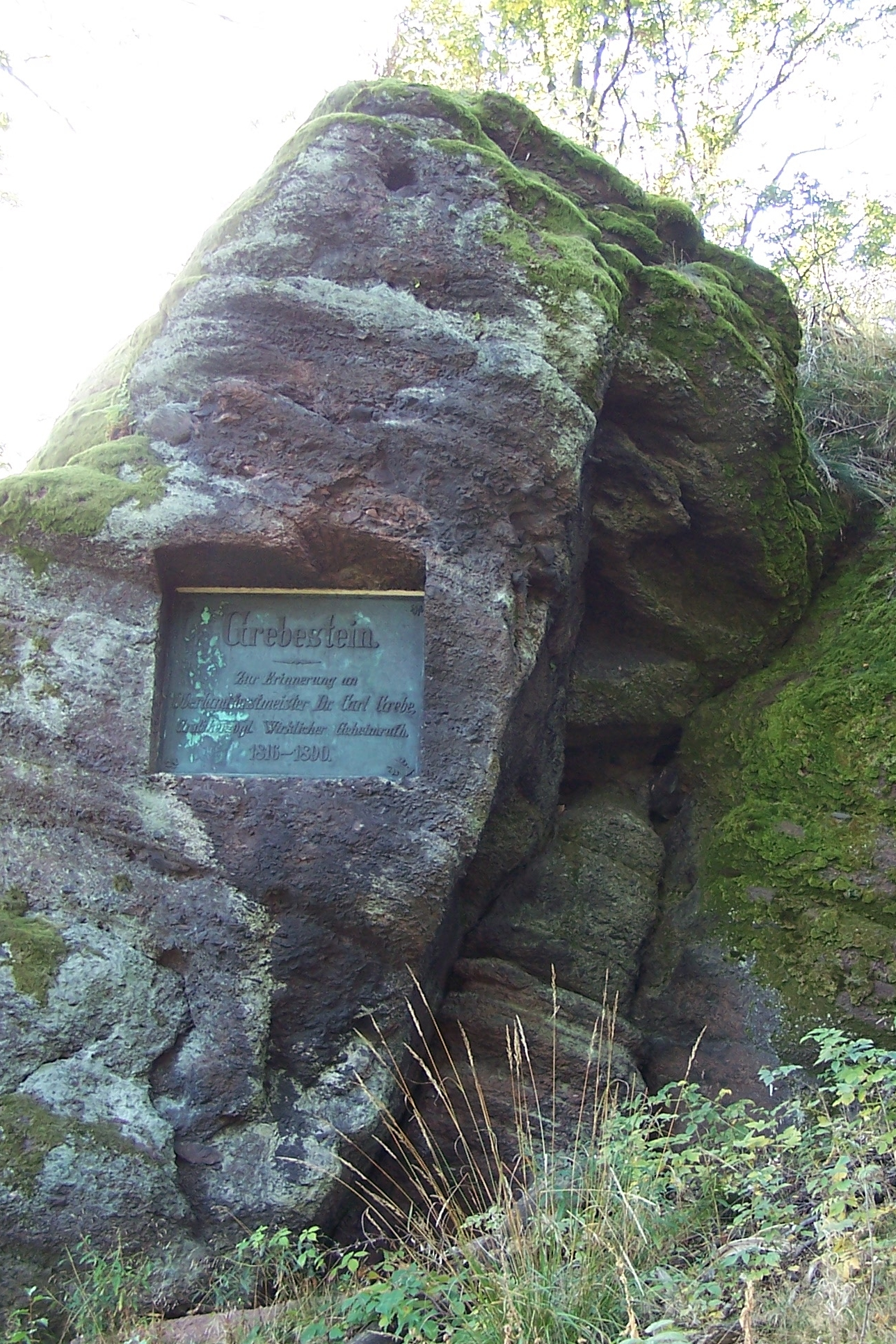
Мемориальная плита в честь К. Гребе

Карл Фридрих Август Гребе (нем. Carl Friedrich August Grebe; 20 июня 1816, Гробенритт — 12 апреля 1890, Айзенах) — немецкий учёный, лесовод и лесничий, педагог. Почётный гражданин г. Айзенаха.

## Биография
Родился в семье лесника и юность провёл в лесу. По окончании курса в Кассельской политехнической школе слушал лекции в Мельзунгенском лесном институте (1836—1837), а после в Берлинском университете (1838—1839). Получив степень доктора философии в Марбургском университете, поступил доцентом лесных наук в Эльдекскую сельскохозяйственную академию (1840). В 1843 году хабилитировался в Университете Грайфсвальда. В 1844 году, став главным лесничим Великого княжества Саксен-Веймар-Айзенахского, переехал в Айзенах и стал заместителем лесной комиссии герцогства и лектором Эйзенахского лесного института, 1 апреля 1850 года возглавив его.
В 1865 году получил звание Geheimer Oberforstrat, в 1880 году — Oberlandforstmeister. За несколько дней до смерти был по случаю 40-летия службы возведён в пэрское звание. На протяжении своей 50-летней педагогической деятельности он подготовил более 1000 специалистов-лесоводов, оставил множество научных работ, работал в качестве редактора нескольких журналов, посвящённых лесному хозяйству.
Автор сочинений: «De conditionibus ad arborum nostrarum saltuensium vitam necessariis» (1840); «Die Beaufsichtigung der Privatwaldungen von Seiten des Staates» (1845); «Gebirgskunde, Bodenkunde und Klimatlehre in ihrer Anwendung auf Forstwirthschaft» (1853; 4-е издание — 1886); «Der Buchenhochwaldbetrieb» (1856); «Lehrforste der Eisenacher Forstschule Eisenach, Wilhelmsthal und Ruhia» (1858); «Die Betriebs— und Ertragsregulierung der Forsten» (1867, 2-е издание — 1879). Кроме того, им переработаны для новейших для его времени изданий сочинения Кенига: «Die Forstbenutzung», «Die Waldpflege» и «Die Forst-Mathematik».